# Óxido de arsénico (III)
El óxido de arsénico (III), óxido arsenioso u trióxido de diarsénico es un compuesto inorgánico cuya fórmula molecular es As2O3. Este compuesto es comercialmente importante como principal precursor para otros compuestos de arsénico, que incluyen compuestos de organoarsénico.

## Propiedades y reacciones
El trióxido de arsénico es un óxido anfótero, y sus soluciones acuosas son débilmente ácidas. Por lo tanto, se disuelve fácilmente en soluciones alcalinas para dar arsenitos. Es menos soluble en ácidos, pero puede ser soluble en ácido clorhídrico.
Con los anhidros HF y HCl, da como resultado AsF3 y AsCl3.
As2O3 + 6 HX → 2 AsX3 + 3 H2O (X = F, Cl)
Solo con agentes oxidantes fuertes tales como el ozono, el peróxido de hidrógeno y el ácido nítrico se produce pentóxido de diarsénico, As2O5 o su correspondiente ácido.
2 HNO3 + As2O3 + 2 H2O → 2 H3AsO4 + N2O3
En términos a su resistencia a la oxidación, el trióxido de arsénico se diferencia del trióxido de fósforo, que se quema fácilmente a pentoxido de fósforo.
La reducción da como resultado arsénico elemental o arsano (AsH3) dependiendo de las condiciones.
As2O3 + 6 Zn + 12 HNO3 → 2 AsH3 + 6 Zn(NO3)2 + 3 H2O
Esta reacción es usada en el método de detección de arsénico conocida como prueba de Marsh o "Marsh Test".

## Preparación
Se puede preparar mediante muchas maneras, una de ellas es la combustión del arsénico:
4 As +3 O2 → 2 As2O3

## Toxicidad
El arsénico puro no es tóxico, pero se oxida fácilmente a Trióxido de arsénico, que es un veneno fuerte.
El arsénico inhibe a las enzimas mediante la formación de enlaces disulfuro, enlaces covalentes. Las partículas de arsénico que llegan a las vías respiratorias son absorbidas en el pulmón. El arsénico llegará al hígado, a las vísceras, a los huesos, la piel y se almacena en el pelo y las uñas, ya que tiene afinidad por la queratina que se encuentra en estos tejidos. El arsénico se elimina por el riñón.

### Riesgo toxicológico

#### Intoxicación aguda
Las intoxicaciones agudas ocurren mayoritariamente por la ingesta o inhalación del trióxido de arsénico. Los síntomas más característicos son fuertes desórdenes gastrointestinales, calambres y colapso circulatorio.
Efectos de exposición aguda:
El Trióxido de arsénico es corrosivo por ingestión, para los ojos, la piel y el tracto respiratorio. Puede llegar a afectar a la sangre, sistema cardiovascular, sistema nervioso central e hígado. La inhalación puede causar edema pulmonar. Por todo esto, la exposición puede llegar a producir la muerte.
Se recomienda vigilancia médica ya que los efectos pueden no aparecer de forma inmediata.
Síntomas:
- Inhalación: sensación de quemazón en el pecho, tos, vértigo, dolor de cabeza, jadeo, dolor de garganta, debilidad
- Ingestión: quemaduras en la boca y la garganta, calambres abdominales, diarrea, náuseas, vómitos, shock o colapso
- Piel: enrojecimiento, dolor, ampollas, quemaduras cutáneas
- Ojos: enrojecimiento, dolor, quemaduras

Prevención:
Se utilizarán las medidas de seguridad oportunas para evitar el contacto por cualquiera de las vías de exposición mencionadas. Se utilizará ropa de protección para la piel, gafas de protección completa para los ojos, mantener unas correctas medidas higiénicas y de seguridad en el lugar de trabajo, y por supuesto, sistemas cerrados y con ventilación junto con protectores respiratorios.
Primeros auxilios:
Si la exposición ha ocurrido por vía inhalatoria, se retirará al afectado de la zona contaminada y se le llevará a una zona de aire limpio, en una posición semiincorporada y si fuese necesario, se le aplicará respiración artificial. Si, por el contrario, lo que ha ocurrido ha sido una ingestión del tóxico, se debe enjuagar la boca con abundante agua. Nunca debemos beber agua ni provocar el vómito. Para la exposición por vía dérmica y ocular, se lavarán tanto la piel como los ojos con abundante agua.
En todos los casos, será necesario acudir a revisión médica para que éste valore el alcance de las lesiones y nos indique el mejor tratamiento.

#### Intoxicación crónica
La intoxicación crónica puede ser causada por la ingesta de alimentos o de agua, o por la inhalación de polvo que se encuentra en el lugar de trabajo durante un largo periodo de tiempo. Los síntomas suelen aparecer tiempo después, y suelen producir lesiones en la médula ósea, sangre, vías respiratorias, sistema nervioso central e hígado.
Efectos de exposición crónica:
El contacto prolongado o repetido con la piel puede producir dermatitis. El tóxico puede afectar a la médula ósea, sistema cardiovascular, sistema nervioso central, sistema nervioso periférico, riñones e hígado, dando lugar a anemia y alteraciones funcionales.
Se trata de una sustancia carcinogénica, que además, produce alteraciones en la reproducción humana.
Síntomas:
- Digestivos: náuseas y vómitos, dolores abdominales, diarreas leves; lesiones degenerativas del hígado, como cirrosis o carcinoma hepático
- Cutáneas: eritemas, pápulas, vesículas, úlceras, hiperqueratoris, verrugas, hiperpigmentación y epiteliomas
- Lesiones cardiacas y vasculopatías periféricas
- Perforación del tabique nasal y sangre al paso de unos minutos
- Cáncer pulmón

## Usos
- Fabricación de pesticidas (principalmente acaricidas y rodenticidas).
- Tratamiento de la leucemia.[4]
- Preparación de fármacos como por ejemplo el Neosalvarsán.
- Preservativos para madera
- Semiconductores de arseniuro
- Producción de arseniatos